# 皮科塔
皮科塔（西班牙語：Picota），是秘魯的城鎮，位於該國中北部聖馬丁大區，是皮科塔省的首府，該省人口密度為每平方公里17.37人，2007年該鎮人口7,941，居民使用奇楚瓦語和西班牙語。
6°55′14.54″S 76°19′49.23″W / 6.9207056°S 76.3303417°W